# Komunistyczna Partia Ukrainy
Komunistyczna Partia Ukrainy (ukr. Комуністи́чна Па́ртія Украї́ни, rus. Коммунисти́ческая па́ртия Украи́ны), do 1952 roku Komunistyczna Partia (bolszewików) Ukrainy (ukr. Комуністична Партія більшовиків України - КПбУ) – ukraińska partia polityczna istniejąca w latach 1918-1991 i 1993-2015. W latach 1922-1991 część składowa RKP(b)/WKP(b)/KPZR.
Założona 18 kwietnia 1918, w czasach ZSRR jedna z największych i najbardziej prężnych komunistycznych partii tego państwa. Została rozwiązana i zdelegalizowana 30 sierpnia 1991 roku po oskarżeniu jej członków o współorganizację i wspieranie puczu moskiewskiego. 
Została ponownie zarejestrowana w 1993 roku, nieprzerwanie od tego czasu do zakazu działalności w 2015 kierował nią Petro Symonenko. Posiadała około 130-150 tysięcy członków, głównie na wschodzie i południu kraju. Jej autonomiczną sekcją była Komunistyczna Partia Krymu. Partia uchodziła za prorosyjską, w programie odwoływała się do ideologii komunistycznej.
W wyborach do parlamentu wiosną 2006 otrzymała ok. 3,5% głosów zdobywając 21 miejsc w parlamencie.  W lipcu 2006 podpisała umowę koalicyjną z Partią Regionów i socjalistami. W kolejnych wyborach w roku 2007 zdobyła 5,39% głosów i 27 mandatów w Radzie Najwyższej, natomiast w  wyborach w 2012 roku uzyskała 13,18% głosów i zwiększyła liczbę mandatów do 32.
Partia ta sprzeciwiała się podpisaniu umowy stowarzyszeniowej z Unią Europejską, a także protestom, które doprowadziły do obalenia prezydenta Wiktora Janukowycza, uznając je za zamach stanu i wskazując na udział w nich skrajnej prawicy.
W wyborach prezydenckich 2014 roku partia najpierw zgłosiła kandydaturę Petra Symonenki, lecz później ją wycofała. W wyborach parlamentarnych tego samego roku nie przekroczyła progu wyborczego.
16 grudnia 2015 roku okręgowy sąd administracyjny w Kijowie zakazał dalszej działalności partii, przychylając się do wniosku ministerstwa sprawiedliwości Ukrainy.

## Poparcie w wyborach
| Wybory | Poparcie (lista krajowa) | Zmiana punktów procentowych | Lista krajowa | Zmiana | Okręgi jednomandatowe | Zmiana | Suma |
| ------ | ------------------------ | --------------------------- | ------------- | ------ | --------------------- | ------ | ---- |
| 1994   | 15,32%                   | -                           | -             | -      | 86                    | -      | 86   |
| 1998   | 24,7%                    | 9,38                        | 84            | -      | 37                    | -      | 121  |
| 2002   | 19,98%                   | 4,72                        | 59            | 25     | 6                     | 31     | 65   |
| 2006   | 3,66%                    | 16,23                       | 21            | 45     | -                     | -      | 21   |
| 2007   | 5,39%                    | 1,73                        | 27            | 6      | -                     | -      | 27   |
| 2012   | 13,18%                   | 7,79                        | 32            | 5      | -                     | -      | 32   |
| 2014   | 3,88%                    | 9,3                         | 0             | 32     | -                     | -      | 0    |

| Wybory | Kandydat        | Głosowanie | Poparcie | Uwagi                              |
| ------ | --------------- | ---------- | -------- | ---------------------------------- |
| 1999   | Petro Symonenko | I tura     | 22,24%   | Przejście do II tury.              |
| 1999   | Petro Symonenko | II tura    | 37,80%   | Przegrana z Leonidem Kuczmą        |
| 2004   | Petro Symonenko | I tura     | 4,97%    | Kandydat nie przeszedł do II tury. |
| 2010   | Petro Symonenko | I tura     | 3,55%    | Kandydat nie przeszedł do II tury. |